# Verzetsmonument Zuidlaren
Het Verzetsmonument in de Drentse plaats Zuidlaren is een monument ter nagedachtenis aan het Nederlands verzet in de Tweede Wereldoorlog.

## Achtergrond
Tijdens de Tweede Wereldoorlog kwamen diverse inwoners van Zuidlaren om bij oorlogshandelingen; Willem Thomas Coppij sneuvelde als militair al in de meidagen van 1940, Wessel Jan Knot en Geert Por werden met acht andere verzetsmensen gefusilleerd op 20 september 1943 op het Witterveld bij Assen als repercussie na onder andere een brand in het gemeentehuis van Exloo. Na de oorlog werd besloten een herdenkingsmonument ter herinnering aan twaalf slachtoffers uit Zuidlaren te plaatsen en er werd een 'commissie van voorbereiding' gevormd. De opdracht voor het monument werd gegeven aan de in Ridderkerk woonachtige beeldhouwster Lidi Buma-van Mourik Broekman.
Op zaterdag 3 mei 1947 werd een buitengewone openbare raadsvergadering gehouden; burgemeester J.H. Roukema herdacht de gevallenen, waarna de heer Hertz namens de commissie van voorbereiding het monument overdroeg aan de gemeente. In zijn dankwoord bedankte de burgemeester ook de beeldhouwster, tevens zijn schoonzus. Vanaf de Brink trok vervolgens een stille tocht naar de hoek van de Kerkbrink en Groningerstraat. Het monument werd daar onthuld door mevrouw J.A. barones de Vos van Steenwijk-van Royen, echtgenote van de Drentse commissaris der koningin mr. dr. R.H. baron de Vos van Steenwijk. Na de kranslegging werd in de nabij gelegen Nederlandse Hervormde Kerk een dienst gehouden.
Tijdens de jaarlijkse dodenherdenking worden bloemen en kransen bij het monument gelegd.

## Beschrijving
Het monument bestaat uit een bronzen mannenfiguur, als het ware staande voor een vuurpeloton, geplaatst op een tufstenen sokkel. Johan Dijkstra beschreef het daags na de onthulling als "een jonge mannenfiguur met ontbloot bovenlichaam op het moment, dat hij de kogel krijgt, als het ware, staande voor de Eeuwigheid; er is een houding van overgave aan de dood in het bijna onbewogen gelaat, dat zeer sober is uitgedrukt. Het beeld mist alle uiterlijke pathos, elk overdreven gebaar. Juist daardoor lijkt het een goed monument geworden, gesloten van vorm, indrukwekkend door de diepe gedachte en gevoelig door de fijne detaillering." Het beeld werd gegoten bij Bronsbeeldgieterij Binder B.V..
Op de sokkel is in reliëf een tekst aangebracht: 

1940 - 1945
DE VRIJHEID
VAN DE GEEST
BLOEIT BOVEN
TIJD EN DOOD

Daaronder de namen en geboortedata van twaalf oorlogsslachtoffers: Willem Thomas Coppij (1905-1940), Johan Herman Harmsen (1917-1945), Jan ten Hoor (1906-1945), Wessel Jan Knot (1915-1943), H. Kok (1918-1940), Gerrit Riemerius van der Laan (1915-1944), Hielke Lijn (1903-1944), Johannes Pieter Moesker (1923-1944), Gerard Catharinus Oosting (1917-1944), Geert Por (1917-1943), Jan Niklaas Veldman (1912-1944) en Ate Visser (1907-1942).